# Tiarodes
Tiarodes es un género de la familia de las chinches asesinas (Reduviidae).

## Características
Las especies del género Tiarodes son fácilmente reconocibles por poseer una coloración brillante y su extraña estructura de la cabeza. Algunos se encuentran en restos de vegetales en descomposición o debajo de cortezas sueltas de árboles muertos.

## Lista de especies
Se conocen ochenta y cinco especies. A continuación se brinda una lista parcial de algunas de las especies de este género:
- Tiarodes acutanglus Miller, 1959
- Ambulador Tiarodes Miller, 1959
- Tiarodes obyanus Distant, 1902
- Tiarodes pictus Cai y Tomokuni, 2001
- Tiarodes rufitórax Reuter, 1881
- Tiarodes salvazai Miller, 1959
- Tiarodes varicolor Stål, 1863
- Tiarodes venenatus Cai y Sol, 2001
- Tiarodes versicolor (Laporte, 1833)
- Tiarodes vexillarius Miller, 1959
- Tiarodes vilis Miller, 1959
- Tiarodes vorax Miller, 1940
- Tiarodes waterstradti Breddin, 1903
- Tiarodes xantusi Reuter, 1881